# Gaertnera
Gaertnera is een geslacht uit de sterbladigenfamilie (Rubiaceae). De soorten uit het geslacht komen voor in tropisch Afrika, op het eiland Madagaskar en in tropisch Azië.

## Soorten
- Gaertnera alata Bremek. ex Malcomber & A.P.Davis
- Gaertnera alstonii Malcomber
- Gaertnera aphanodioica Malcomber
- Gaertnera arenaria Baker
- Gaertnera arenarioides C.M.Taylor
- Gaertnera aurea Malcomber
- Gaertnera bambusifolia Malcomber & A.P.Davis
- Gaertnera belumutensis Malcomber
- Gaertnera bieleri (De Wild.) E.M.A.Petit
- Gaertnera breviflora C.M.Taylor
- Gaertnera brevipedicellata Malcomber & A.P.Davis
- Gaertnera calycina Bojer
- Gaertnera capitulata Malcomber
- Gaertnera cardiocarpa Boivin ex Baill.
- Gaertnera cooperi Hutch. & M.B.Moss
- Gaertnera crassiflora Bojer
- Gaertnera cuneifolia Bojer
- Gaertnera darcyana Malcomber & A.P.Davis
- Gaertnera divaricata (Thwaites) Thwaites
- Gaertnera diversifolia Ridl.
- Gaertnera drakeana Aug.DC.
- Gaertnera edentata Bojer
- Gaertnera eketensis Wernham
- Gaertnera fractiflexa Beusekom
- Gaertnera furcellata (Baill. ex Vatke) Malcomber & A.P.Davis
- Gaertnera gabonensis Malcomber
- Gaertnera globigera Beusekom
- Gaertnera grisea Hook.f. ex C.B.Clarke
- Gaertnera guillotii Hochr.
- Gaertnera hirsuta C.M.Taylor
- Gaertnera hirtiflora Verdc.
- Gaertnera hispida Aug.DC.
- Gaertnera humblotii Drake
- Gaertnera ianthina Malcomber
- Gaertnera inflexa Boivin ex Baill.
- Gaertnera junghuhniana Miq.
- Gaertnera kochummenii Malcomber
- Gaertnera laevis C.M.Taylor
- Gaertnera letouzeyi Malcomber
- Gaertnera leucothyrsa (K.Krause) E.M.A.Petit
- Gaertnera liberiensis E.M.A.Petit
- Gaertnera littoralis C.M.Taylor
- Gaertnera longifolia Bojer
- Gaertnera longivaginalis (Schweinf. ex Hiern) E.M.A.Petit
- Gaertnera lowryi Malcomber
- Gaertnera luteocarpa Jongkind
- Gaertnera macrobotrys Baker
- Gaertnera macrostipula Baker
- Gaertnera madagascariensis (Hook.f.) Malcomber & A.P.Davis
- Gaertnera malcomberiana C.M.Taylor
- Gaertnera masoalana C.M.Taylor
- Gaertnera microphylla Capuron ex Malcomber & A.P.Davis
- Gaertnera monstruosa Malcomber
- Gaertnera monticola Jongkind
- Gaertnera nitida C.M.Taylor
- Gaertnera obesa Hook.f. ex C.B.Clarke
- Gaertnera oblanceolata King & Gamble
- Gaertnera obovata Baker
- Gaertnera paniculata Benth.
- Gaertnera pauciflora Malcomber & A.P.Davis
- Gaertnera pedunculata Jongkind
- Gaertnera pendula Bojer
- Gaertnera phanerophlebia Baker
- Gaertnera phyllosepala Baker
- Gaertnera phyllostachya Baker
- Gaertnera psychotrioides (DC.) Baker
- Gaertnera rakotovaoana C.M.Taylor
- Gaertnera ramosa Ridl.
- Gaertnera raphaelii Malcomber
- Gaertnera razakamalalana C.M.Taylor
- Gaertnera robusta C.M.Taylor
- Gaertnera rosea Thwaites ex Benth.
- Gaertnera rotundifolia Bojer
- Gaertnera rubra C.M.Taylor
- Gaertnera schatzii Malcomber
- Gaertnera schizocalyx Bremek.
- Gaertnera sclerophylla C.M.Taylor
- Gaertnera spicata K.Schum.
- Gaertnera sralensis (Pierre ex Pit.) Kerr
- Gaertnera stictophylla (Hiern) E.M.A.Petit
- Gaertnera ternifolia Thwaites
- Gaertnera trachystyla (Hiern) E.M.A.Petit
- Gaertnera vaginans (DC.) Merr.
- Gaertnera vaginata Poir.
- Gaertnera velutina C.M.Taylor
- Gaertnera vernicosa C.M.Taylor
- Gaertnera viminea Hook.f. ex C.B.Clarke
- Gaertnera walkeri (Arn.) Blume
- Gaertnera xerophila C.M.Taylor

## Hybriden
- Gaertnera × gardneri Thwaites

... · 
Afrocanthium · 
Asperula (Bedstro) · 
Atractocarpus · 
Belonophora · 
Bouvardia · 
Breonadia · 
Byrsophyllum · 
Callipeltis · 
Cephalanthus (Kogelbloem) · 
Chassalia · 
Cinchona · 
Coffea (Koffie) · 
Coprosma · 
Cruciata · 
Deppea · 
Galium (Walstro) · 
Gardenia · 
Genipa · 
Morinda · 
Nertera · 
Pentas · 
Plocama · 
Portlandia · 
Psydrax · 
Richardia · 
Rothmannia · 
Rubia · 
Rutidea · 
Rytigynia · 
Sabicea · 
Sarcocephalus · 
Sericanthe · 
Sherardia · 
Spermacoce · 
Tarenna · 
Tricalysia · 
Uncaria · 
Vangueria · 
Virectaria ·  
Wendlandia · 
...